# Sársko (1947–1956)
Sársko (německy Saarland, francouzsky Sarre) neboli Sárský protektorát (německy Saarprotektorat, francouzsky Protectorat de la Sarre) byl v letech 1947–1956 protektorát Francie, odloučený od Západního Německa. Po kapitulaci Německa připadlo Sársko do francouzské okupační zóny. V roce 1947 Sársko ze zóny vystoupilo a vytvořilo autonomní celek, přidružený k Francii. V roce 1956 bylo Sársko včleněno do Spolkové republiky Německo.

## Poválečný stav
V červenci 1945, dva měsíce po skončení druhé světové války v Evropě, se spojenecké síly přesunovaly z oblastí, které dobyly, do jim příslušných okupačních zón. Sársko opustily jednotky Spojených států amerických 10. července a Francouzi začali uvádět do chodu svou okupační správu. Oblast Sárska pak Francie oddělila od spojeneckých okupačních zón 16. února 1946 a založila tak separátní Sárský protektorát, který již od té doby nebyl pod spojenou spojeneckou jurisdikcí Spojenecké kontrolní komise v Německu.
Francouzský postoj k domácímu obyvatelstvu původně německého teritoria byl naprosto odlišný od chování Sovětského svazu, který vládl bývalým východním územím Německa na východ od linie Odra-Nisa, prostoru mimo jurisdikci Spojenecké kontrolní komise. Přestože se Francie zdržela odsunu sárského obyvatelstva (Francie obecně s odsuny schválenými spojenci v Postupimi nesouhlasila), stále striktně odmítala absorbovat válečné uprchlíky, kterým bylo zabráněno v návratu do svých domovů na východě, či poválečné odsunuté obyvatelstvo. I tak ale bylo domorodému obyvatelstvu, vracejícímu se po nacisty nařízených přesunech (t.j., politickým a židovským uprchlíkům) a válkou podmíněných relokacích (především evakuovaným před nálety), dovoleno navrátit se do oblastí pod francouzskou vládou. Francie tak chtěla získat podporu sárského obyvatelstva pro budoucí anexi.
Nejdůležitějším důvodem francouzských snah hospodářsky ovládnout Sársko byla rozsáhlá ložiska uhlí. Za navrácení Sárska Německu byla nabídnuta Francii kompenzace: smlouva povolovala Francii těžit uhlí z Warndtského uhelného ložiska až do roku 1981.
S účinností od 20. července 1946 bylo 109 obcí bývalé pruské Rýnské provincie nacházejících se ve francouzské zóně vtěleno do Sárského protektorátu. Do 18. prosince 1946 byly ustanoveny kontroly na celnicích mezi sárským prostorem a spojenci okupovaným Německem. Při dalším přeřazování území z jedné strany na druhou mezi Sárským protektorátem, ustanoveným počátkem roku 1947, a sousední Porýní-Falcí (novou zemí založenou 30. srpna 1946 ve francouzské zóně) bylo 61 obcí navráceno do Německa, zatímco 13 jiných obcí bylo připojeno k Sárskému protektorátu mezi 8. červencem 1947 a 1949, následovaných ještě jednou další falckou obcí přivtělenou do Sárska následujícího roku.
Během řeči zvané Restatement of Policy on Germany přednesené ve Stuttgartu 6. září 1946 uvedl ministr zahraničí Spojených států amerických James F. Byrnes jako motiv Spojených států k oddělení Sárska od Německa to, že „Spojené státy cítí, že nemohou Francii, která byla napadena Německem třikrát během 70 let, odepřít její nároky na sárské území“.
Stejně jako v případě Sárska okupovaného mezi lety 1920 a 1935 byly poštovní známky v letech 1947 až 1959 vydávány speciálně pro toto území.
Za francouzské nadvlády bylo v Sárském protektorátě podporováno frankofilní hnutí Mouvement pour le Rattachement de la Sarre à la France, které bylo založeno sárskými exulanty v Paříži počátkem roku. Ač bylo mezi navrátilci z exilu většinou podporováno, mezi sárskými obyvateli si anexe Francií většinovou podporu nezískala. Ve všeobecných volbách konaných v prosinci 1952 vyjádřila podporu stranám, které chtěly zachovat sárskou autonomii, jasná většina. Dále bylo do uren vhozen 24% podíl bílých lístků, které zřejmě značily podporu zakázaným proněmeckým stranám.

## Referendum a „Malá reunifikace“ s Německem
V pařížských dohodách z 23. října 1954 navrhla Francie ustavit nezávislé Sársko pod záštitou Západoevropské unie (WEU), ale referendum konané 23. října 1955 plán odmítlo 67,7 % proti 32,3 % (při účasti 96,5 %: 423 434 proti, 201 975 pro), přestože západoněmecký kancléř Konrad Adenauer plánu vyjádřil veřejnou podporu. Odmítnutí návrhu bylo interpretováno jako sárský souhlas ke vstupu do Spolkové republiky Německo.